# Оберхаймбах
Оберхаймбах (нем. Oberheimbach) — община в Германии, в земле Рейнланд-Пфальц. 
Входит в состав района Майнц-Бинген. Подчиняется управлению Райн-Наэ.  Население составляет 611 человек (на 31 декабря 2010 года). Занимает площадь 8,72 км².